# 八珍炒麵
八珍炒麵的材料用許多豬內臟，包括豬肝、豬腎、豬肚、豬皮、叉燒和蝦球等，屬被「邊緣化」的菜式(廣州話稱「下欄」，即名貴材料中較不能賣錢部份，例如唯靈常於信報中強調早年鮑魚未為太名貴時代，上桌前會被「飛邊去枕」，切下來的鮑魚邊、枕便成「八珍」的材料)，在香港的茶餐廳和酒樓均可見到。